# Puccinia affinis
Puccinia affinis ist eine Ständerpilzart aus der Ordnung der Rostpilze (Pucciniales). Der Pilz ist ein Endoparasit der Korbblütlergattung Verbesina. Symptome des Befalls durch die Art sind Rostflecken und Pusteln auf den Blattoberflächen der Wirtspflanzen. Sie ist in Mittelamerika verbreitet.

## Merkmale

### Makroskopische Merkmale
Puccinia affinis ist mit bloßem Auge nur anhand der auf der Oberfläche des Wirtes hervortretenden Sporenlager zu erkennen. Sie wachsen in Nestern, die als gelbliche bis braune Flecken und Pusteln auf den Blattoberflächen erscheinen.

### Mikroskopische Merkmale
Das Myzel von Puccinia affinis wächst wie bei allen Puccinia-Arten interzellulär und bildet Saugfäden, die in das Speichergewebe des Wirtes wachsen. Ihre Spermogonien und Aecien sind unbekannt. Die blattoberseitig wachsenden Uredien des Pilzes sind zimtbraun. Ihre zimt- bis goldbraunen Uredosporen sind 24–29 × 19–24 µm groß, zumeist eiförmig bis lang eiförmig und stachelwarzig. Die blattoberseitig wachsenden Telien der Art sind schwarzbraun und pulverig. Die dunkel kastanienbraunen Teliosporen sind zweizellig, in der Regel breitellipsoid und 37–48 × 29–35 µm groß. Ihre Stiele sind farblos und bis zu 130 µm lang.

## Verbreitung
Das bekannte Verbreitungsgebiet von Puccinia affinis reicht von Guatemala bis ins zentrale Mexiko.

## Ökologie
Die Wirtspflanzen von Puccinia affinis sind verschiedene Verbesina-Arten. Der Pilz ernährt sich von den im Speichergewebe der Pflanzen vorhandenen Nährstoffen, seine Sporenlager brechen später durch die Blattoberfläche und setzen Sporen frei. Die Art durchläuft einen Entwicklungszyklus, von dem bislang nur Telien und Uredien sowie deren Wirt bekannt sind; Spermogonien und Aecien konnten ihr nicht zugewiesen werden.